# La pazza storia del mondo, Parte II
La pazza storia del mondo, Parte II (History of the World, Part II) è una serie televisiva statunitense di sketch comici, trasmessa dal 6 al 9 marzo 2023 sulla piattaforma streaming Hulu. La serie è il seguito del film del 1981 La pazza storia del mondo. In Italia è disponibile su Disney+, come Star Original dal 2 maggio dello stesso anno.

## Sinossi
La serie è una commedia che presenta una varietà di sketch che ci portano attraverso diversi periodi della storia umana. Alcuni degli sketch includono il generale Grant che cerca un modo per ubriacarsi, la famiglia Mudman che fugge dalla Russia dopo l’esecuzione dei Romanov, la storia d'amore fra Gesú e Maria Maddalena e Hitler che partecipa a una gara di pattinaggio su ghiaccio.

## Episodi
| Stagione       | Episodi | Pubblicazione USA | Pubblicazione Italia |
| -------------- | ------- | ----------------- | -------------------- |
| Prima stagione | 8       | 6 marzo 2023      | 2 maggio 2023        |

## Produzione
La pazza storia del mondo, Parte 2 è prodotta da Searchlight Television e 20th Television, creata e prodotta da Mel Brooks, che ha anche scritto e diretto alcuni episodi. Mel Brooks è anche sceneggiatore ed executive producer della serie insieme a Nick Kroll, Wanda Sykes, Ike Barinholtz, David Stassen, Kevin Salter, David Greenbaum e Christie Smith.

## Distribuzione
La serie, composta da 8 episodi, è stata resa disponibile negli Stati Uniti sulla piattaforma streaming Hulu a partire dal 6 marzo 2023. Al di fuori degli Stati Uniti, verrà resa disponibile su Disney+ e Star+ (in America Latina), come Star Original.